# بلانو
بلانو (به ایتالیایی: Bellano) شهر کوچکی در ساحل شرقی دریاچه کومو در استان لکو در منطقه لمباردی ایتالیا است. جاذبه اصلی شهر دره ژرف و عمیق آوریدو است که از ۱۵میلیون سال پیش در اثر فرسایش رودخانه پیوورنا شکل گرفته است. کلیسای این شهر قدیس نازاریو و چلسو نام دارد و به سبک گوتیک در سال ۱۳۴۸ ساخته شده است.

## خصوصیات
بلانو ۱۱٫۳ کیلومترمربع مساحت و ۳٬۲۵۴ نفر جمعیت دارد و ۲۰۲ متر بالاتر از سطح دریا واقع شده‌است.